# Christian Kitungwa Muteba
Christian Kitungwa Muteba, né le 27 mai 1987 à Kolwezi dans le Lualaba en République démocratique du Congo de parents originaires du village de Kanyono dans la collectivité de Nyembo en Territoire de Kongolo dans le Tanganyika, est un homme politique congolais et dirigeant sportif. Élu député national et provincial à Kalemie, chef-lieu du Tanganyika, en décembre 2023, il devient gouverneur de la province du Tanganyika en avril 2024. Il est membre du groupement politique Agissons et Bâtissons (AB), une composante de la majorité présidentielle. Il est par ailleurs, depuis 2022, le président du FC Tanganyika.

## Biographie

### Études
Christian Kitungwa Muteba est titulaire d’une Licence en sécurité intérieure délivrée par l'École de criminologie au sein de l'Université de Lubumbashi (UniLu) et d’un Master I en gouvernance, paix et résolution des conflits délivré par l'UniLu. Depuis 2022, il est doctorant en criminologie et de sécurité intérieure à l'UniLu.

### Parcours professionnel
Il commence sa carrière dans le secteur privé comme manager des opérations chez BSD Sarl, une société spécialisée dans le transport et la logistique, basée à Lubumbashi. Il devient ensuite superviseur pour le programme "Désarmement, démobilisation et réintégration" des anciens combattants", conjoint à la Banque africaine de développement et à l'Institut National de Préparation professionnelle.
En 2020, il est nommé directeur de cabinet du ministre provincial des Mines du Haut-Katanga, fonctions qu’il occupe jusqu’en 2023.
En 2023, il est nommé par ordonnance présidentielle administrateur de COBIL SA, une société du portefeuille de l’État spécialisée dans la vente de produits pétroliers.

### Carrière politique
En 2016, il devient interfédéral de l'Alliance pour le développement et la République (ADR), parti politique fondé par François Muamba. Cette même année jusqu'en 2019, il est membre du Présidium du Rasop, le Rassemblement de l’opposition formé pour s’opposer aux velléités de troisième mandat du président de l’époque, Joseph Kabila Kabenge. Après la dissolution en 2019 de l'ADR, il adhère en 2020 à Avenir du Congo (ACO), parti politique dirigé par Dany Banza Maloba et composante de la plateforme politique Agissons et Bâtissons (AB) qui est en 2024 la deuxième force politique de la majorité derrière l’Union pour la démocratie et le progrès social (UDPS). En juillet 2024, il est porté à la tête de la coordination provinciale de l’Union sacrée, dénomination de la majorité présidentielle en RDC, au Tanganyika.
En décembre 2023, lors des élections générales, Christian Kitungwa Muteba est élu à Kalemie, chef-lieu de la province du Tanganyika, député national et provincial. Étant le plus jeune élu, il devient dans la foulée membre du Bureau d'âge de l'Assemblée provinciale du Tanganyika. Puis, en avril 2024, il est élu gouverneur du Tanganyika. Se présentant comme candidat indépendant, il obtient 17 voix sur 25 possibles, le score le plus large obtenu par un gouverneur à ce jour dans le Tanganyika. Il devient ainsi le quatrième gouverneur de cette province issue du démembrement de l’ex-Katanga. Ses partisans le surnomment « Magufuli du Tanganyika », en référence à l'ancien président de la Tanzanie, John Magufuli.
Après la validation officielle de son mandat le 15 juillet 2024, il fait adopter en août un plan quinquennal de développement pour la province et nomme dans la foulée les membres de son gouvernement provincial.
Parmi ses priorités, figurent le renforcement de la lutte contre l'insécurité et de l'attractivité économique de la province, frontalières avec plusieurs pays d'Afrique. "Le lac Tanganyika, c'est l'Océan indien de la République démocratique du Congo. Nous sommes à 125 kilomètres à peine du port de Kigoma en Tanzanie. Investir au Tanganyika, cela permet de toucher, outre la RDC, également la Tanzanie, la Zambie et le Burundi", déclare-t-il en octobre 2024 dans une interview à TV5 Monde. Il mène en parallèle une politique de rationalisation du secteur minier afin d'y réduire la part d'exploitation informelle et en retirer des ressources pour le fonctionnement de la province riche notamment en lithium, en cobalt et en or.

### Dirigeant sportif
En mai 2022, Christian Kitungwa Muteba prend la présidence du FC Tanganyika, alors en deuxième division du championnat de football en RDC. En juin 2024, le club de Kalemie parvient en demi-finale de la 58ème édition de la Coupe du Congo dont il n’est éliminé qu’au terme d’un match controversé face au Céleste FC, les dirigeants du FC Tanganyika pointant du doigt des irrégularités. Lors de la saison 2024-2025, pour la première fois depuis sa création en 1932, le club accède à la première division de football RD congolaise, aujourd'hui appelée la Linafoot.

### Vie privée
Christian Kitungwa Muteba est le deuxième fils de Jean Paul Muteba Kabwisi et de Brigitte Nyembo Mwange. Il est marié et père de deux enfants.